# Sphinx Automobiles
Sphinx Automobiles Établissements Perfecto, zuvor F. Terrier, war ein französischer Hersteller von Automobilen.

## Unternehmensgeschichte
F. Terrier aus Courbevoie begann 1912 mit der Produktion von Automobilen unter dem Markennamen Sphinx. Alternative Markennamen waren Anglo-Sphinx und Sphinx-Globe zwischen 1913 und 1916, Forster zwischen 1920 und 1922 und erneut Anglo-Sphinx zwischen 1922 und 1925. Konstrukteur war der Engländer J. H. Forster. Zwischen 1913 und 1916 wurden auch Fahrzeuge für Globe hergestellt. 1920 erfolgte die Umbenennung in Sphinx Automobiles Établissements Perfecto und der Umzug nach Puteaux. 1925 endete die Produktion.

## Fahrzeuge
Es wurden Cyclecars und Kleinwagen hergestellt. Ein Modell 8/10 CV hatte einen Einzylindermotor mit 1038 cm³ Hubraum. Ein anderes Modell 8/10 CV hatte einen Vierzylinder-Reihenmotor mit 1130 cm³ Hubraum. Außerdem gab es ein Modell mit einem V4-Motor mit 1327 cm³ Hubraum. Ein Einzylindermotor von Anzani mit 9 CV hatte 1100 cm³ Hubraum mit 103 mm Bohrung und 132 mm Hub. Ein Zweizylinder-J.A.P.-Motor mit 8 CV hatte 960 cm³ Hubraum mit 90 mm Bohrung und 75,5 mm Hub.
Nach 1920 waren Modelle mit einem Zweizylinder-Boxermotor mit 1400 cm³ Hubraum und mit einem Vierzylindermotor mit 1323 cm³ Hubraum im Angebot.